# 임세령 (배우)
임세령(1998년 5월 28일~)은 대한민국의 배우인데, 2018년에 뮤지컬배우로 처음 데뷔를 하였다.

## 방송
- 2022 DIMF 뮤지컬 스타 (2022) - Top27

## 공연

### 뮤지컬
- 골든타임 (2018)
- 쇼미더 스쿨 (2019)
- 안녕 (2022)

### 연극
- 그날의 타이밍 (2023)